# Boxe aux Jeux de l'Empire britannique de 1934
Navigation
Édition précédente Édition suivante
Les compétitions de boxe anglaise des Jeux de l'Empire britannique de 1934 se sont déroulées du 4 au 11 août à Londres, Angleterre.

## Résultats

### Podiums
| Catégories                 | Or                | Argent            | Bronze                 |
| Poids mouches (-50,8 kg)   | Patrick Palmer    | Maxie Berger      | Jackie Pottinger       |
| Poids coqs (-53,5 kg)      | Freddy Ryan       | Albert Barnes     | Thomas Wells           |
| Poids plumes (-57,2 kg)    | Charles Catterall | J. D. Jones       | William Fulton         |
| Poids légers (-61,2 kg)    | Leslie Cook       | Frank Taylor      | Harry Moy              |
| Poids welters (-66,7 kg)   | Dave McCleave     | Dick Barton       | William Duncan         |
| Poids moyens (-72,6 kg)    | Alf Shawyer       | Leonard Wadsworth | Jimmy Magill           |
| Poids mi-lourds (-79,4 kg) | George Brennan    | George Holton     | Robey Leibbrandt       |
| Poids lourds (+79,4 kg)    | Pat Floyd         | Jan van Rensburg  | David Douglas-Hamilton |

### Tableau des médailles
| Place | Pays             | Médaille d'or | Médaille d'argent | Médaille de bronze | Total |
| ----- | ---------------- | ------------- | ----------------- | ------------------ | ----- |
| 1     | Angleterre       | 6             | 0                 | 1                  | 7     |
| 2     | Afrique du Sud   | 1             | 2                 | 1                  | 4     |
| 3     | Australie        | 1             | 0                 | 0                  | 1     |
| 4     | Pays de Galles   | 0             | 3                 | 1                  | 4     |
| 5     | Canada           | 0             | 2                 | 0                  | 2     |
| 6     | Écosse           | 0             | 1                 | 2                  | 3     |
| 7     | Irlande du Nord  | 0             | 0                 | 2                  | 2     |
| 8     | Rhodésie du Sud  | 0             | 0                 | 1                  | 1     |
| Total | 8 pays médaillés | 8             | 8                 | 8                  | 24    |